# Andrássy út 88–90. (Budapest)
A MÁV nyugdíjintézetének Andrássy út 88–90. szám (Kodály körönd 3.) alatti egykori bérházát neoreneszánsz stílusban építették fel Petschacher Gusztáv tervei alapján 1880–1881-ben. A tér délkeleti sarkában áll, az Andrássy út bal oldalán (a Hősök tere felé nézve). Különleges díszítése miatt sgrafittós háznak is nevezik. Egyes források szerint – bár a tér négy épülete közel egyformán néz ki – a „mozgalmas, színes épülettömbök a tornyokkal különleges hangulatú térélményt nyújtanak. A körönd másik 3 épülete is élményszerű, de ennek a szépségét nem tudják felülmúlni.”
Sgraffito díszítését Székely Bertalan és Rauscher Lajos készítette, kovácsoltvas kerítése és kapuja Jungfer Gyula alkotása, mely mögött elegáns kert kapott helyett.
A ház háromemeletes, 4 homlokzata van, alaprajza U alakú. Két bejárata közül az egyik az Andrássy útra, a másik a Szinyei Merse utcára nyílik, ahol a ház falán Borsos Miklós által készített Szinyei Merse-emléktábla látható. A főpárkány fogazott, falait pedig freskók díszítik, amiket az 1962-es tatarozáskor újrafestettek. Az épület sarkain toronyszobák láthatóak. A 2. emelet fölött a tervező, Petschacher portréja látható, akinek ez volt az első budapesti tervezése. A háznak 3 belső udvara van, de külső díszeivel ellentétben belül egyszerű gangos ház.
Eredetileg csak vezető állású MÁV-alkalmazottak lakták. Építésekor 5-6 szobás, reprezentatív lakásokból állt, amiket később 2-3 szobás vagy még kisebb lakásokká szabdaltak. Eredetileg 500 ember számára nyújtott lakóhelyet.

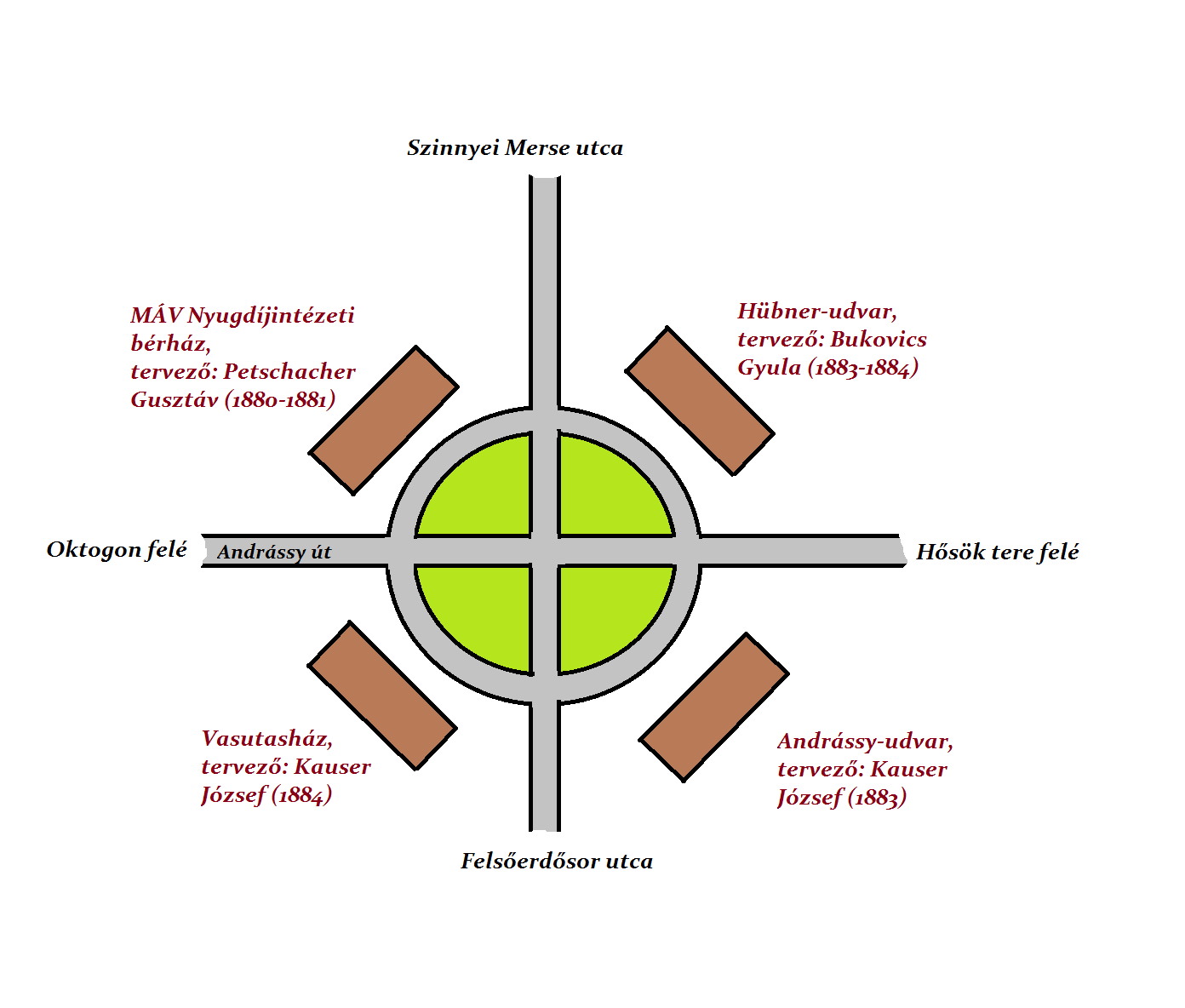
A budapesti Kodály körönd épületeinek térképe